# 富山県立新湊高等学校
富山県立新湊高等学校（とやまけんりつ しんみなとこうとうがっこう、英: Toyama Prefectural Shinminato High School）は、富山県射水市西新湊にある公立の高等学校。普通科と商業科がある。以前は家政科並びに定時制普通科をも有し、一時期は全日制のみで1学年あたり10クラスを擁して富山県下の公立高校で最大規模を誇っていた。現在は、家政科も定時制普通科も廃止されている。通称は｢新高（しんこう）｣。
男子制服には一般的な黒の学ラン、女子制服には県内でも数少なくなったセーラー服を今なお継承する。セーラー服は茶のライン、スカーフとなっている。

## 設置学科
- 普通科
- 商業科

## 教育目標
- 校訓ならびに校章である五稜の精神（真・徳・美・知・体）の調和ある発達をめざす。

## 教育方針
1. 学問、真理を愛し、知性と創造性を育成する。
2. 人間愛にたち、奉仕の心と徳性を育成する。
3. 自然と芸術に親しみ、個性と品性を育成する。
4. 保健・体育活動を盛んにし、強靭な精神力と体力を育成する。

## 校歌
作詞：三浦孝之助、作曲：宮下舜爾

## 沿革
- 1927年（昭和2年）3月 - 県立射水中学校設立認可。同年4月に創立[2]。
- 1929年（昭和4年）7月 - 校舎竣工、現在地に移転。
- 1940年（昭和15年）
  - 2月 - 県立新湊高等女学校認可。
  - 4月11日 -  県立新湊高等女学校開校[3]。
- 1941年（昭和16年）12月 - 本館新築工事竣工。
- 1948年（昭和23年）
  - 4月 - 学制改革により県立射水高等学校・県立新湊女子高等学校に改称。
  - 9月 - 県立高等学校の統廃合により県立高岡東部高等学校（全日制普通科）に改称、開校式挙行。
- 1950年（昭和25年）4月 - 全日制家政科、定時制普通科新設。
- 1951年（昭和26年）
  - 1月 - 新湊市制の施行により県立新湊高等学校と改称。
  - 4月 - 全日制商業科新設。
- 1957年（昭和32年）11月 - 体育館落成記念式典挙行[4]。
- 1973年（昭和48年）3月 - 武道場「尚武館」竣工。
- 1981年（昭和56年）3月 - 第2体育館竣工。
- 1987年（昭和62年）
  - 3月 - 図書館改築。
  - 10月 - 五稜会館落成記念式典挙行。
- 1989年（平成元年）4月 - 全日制家政科募集停止。
- 1991年（平成3年）11月 - 第1体育館竣工。
- 1996年（平成8年）4月 - 普通科国際コース新設。
- 1997年（平成9年）10月 - 学習室竣工。
- 2001年（平成13年）4月 - 定時制課程募集停止。
- 2004年（平成16年）3月 - 定時制課程廃止。
- 2006年（平成18年）4月 - 文部科学省より英語重点校「SELHi」に指定。
- 2007年（平成19年）10月 - 後館普通教室冷房設備設置。
- 2013年（平成25年）4月 - 普通科国際コース募集停止、2年次より文系・理系・英語系の類型別選択制を導入。
- 2017年（平成29年）11月 - 第1体育館ピロティ人工芝化。

## 部活動
野球部は1986年春（第58回）にベスト4入りを果たし、「新湊旋風」を巻き起こした。
2000年（平成12年）に男子新体操部が、2000年とやま国体で総合優勝を果たした。
- 運動部 - 野球、新体操（男・女）、ヨット、バスケットボール（男・女）、ソフトテニス（男・女）、バドミントン（男・女）、陸上競技、剣道、サッカー（男子）、バレーボール（女子）、ソフトボール（女子）、社会体育
- 文化部 - 吹奏楽、書道、商業実践、美術、物象、茶道、ボランティア、放送演劇

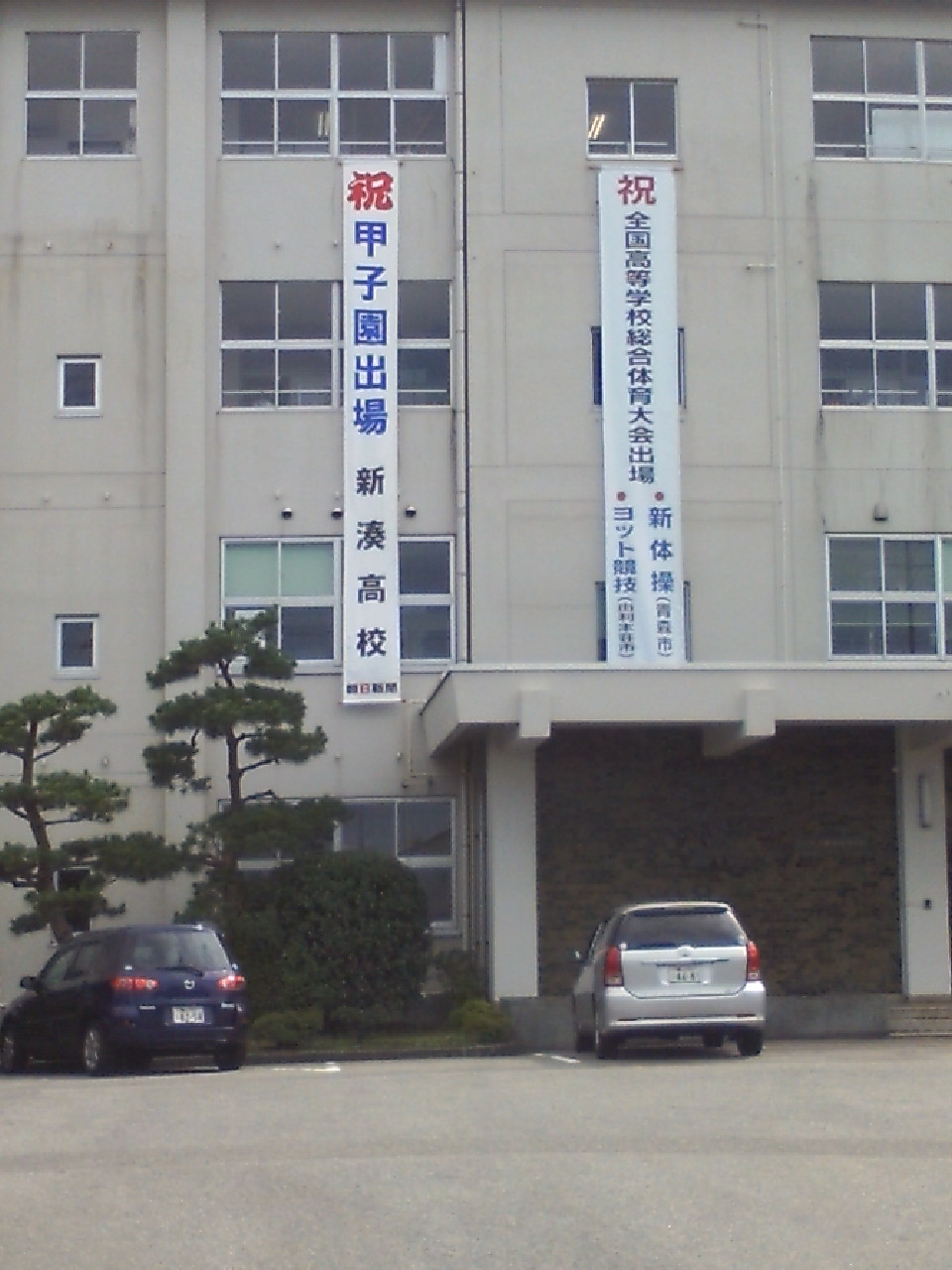
第93回全国高等学校野球選手権大会、平成23年度全国高等学校総合体育大会への出場が決定した際、校舎に掲示された懸垂幕

## 姉妹校
- ノーブルパーク校（オーストラリア）

## 出身者
- 姫野敬輔（1960年卒）‐ 弁護士、京都府公安委員会委員長。元京都弁護士会会長・日本弁護士連合会副会長。
- 久々湊晴夫（1962年卒） - 医事法学者、北海道医療大学名誉教授。
- 魚満芳（1971年卒）- 元プロ野球選手（読売ジャイアンツ）
- 立川志の輔（1972年卒）- 落語家、タレント
- 酒井盛政（1987年卒）-　新湊旋風当時の主戦投手
- 藤沢さなえ（1996年卒）- 漫才師「雷鳥」のツッコミ担当
- 西野勇士（2009年卒）- プロ野球選手（千葉ロッテマリーンズ）

## アクセス
- あいの風とやま鉄道線越中大門駅 車で約10分
- 万葉線新湊港線第一イン新湊 クロスベイ前駅 徒歩約5分
- 射水市コミュニティバス新湊・越中大門駅線、富山駅・小杉駅（並びに県道沿いの「小杉」停留所）より、富山地方鉄道バス「新湊高校前」停留所